# Åke Lindström (ämbetsman)
Jan Åke Lindström, född 21 februari 1944 i Säffle församling i Värmlands län, är en svensk ämbetsman.

## Biografi
Lindström avlade civilingenjörsexamen vid Chalmers tekniska högskola i Göteborg 1969 och civilekonomexamen vid Handelshögskolan vid Göteborgs universitet 1970. Han anställdes vid Försvarets forskningsanstalt 1972, var chef för Planeringssektionen i Civilförsvarsstyrelsen 1981–1986 och var sekreterare i 1988 års försvarskommitté. Åren 1991–2008 tjänstgjorde han vid Statens räddningsverk: som avdelningschef 1991–1999, som stabschef 1999–2002 och som chef för Avdelningen för forskning och analys 2002–2008. Därefter var Lindström chef för motsvarande avdelning vid Myndigheten för samhällsskydd och beredskap 2009–2010.
Åke Lindström invaldes 2002 som ledamot av Kungliga Krigsvetenskapsakademien.